# 斯托克頓 (明尼蘇達州)
斯托克頓（英語：Stockton）是一個位於美國明尼蘇達州威諾納縣的城市。

## 歷史
斯托克頓得名自早期地主J·B·斯托克頓（J. B. Stockton）。斯托克頓的郵局於1855年成立，其後於1959年停運。

## 人口
根據2020年美國人口普查的數據，斯托克頓的面積為4.40平方千米，皆為陸地。當地共有人口809人，而人口密度為每平方千米184人。